# صهیب (یمن)
 صُهیب  به عربی ( اَلصُهّیب ) دهستان بزرگی از توابع استان ضالع در کشور یمن و در شبه جزیره عربستان واقع می‌باشد. دهستانی است در جنوب شرقی (ضالع) از نامهای قدیمی این دهستان (سبا الصُهیب) بوده‌است.

## وجه تسمیت
وجه تسمیت روستا به این نام نسبتاً به  اَلصُهّیب بن عبد شمس بن وائل بن الغوث ابن الهمیسع بن حمیر بن سبا الأکبر ، این روستا به نام (مشیخة العلوی) نیز نامیده شده‌است.

## جمعیت
جمعیت این دهستان در حدود ۱۵۴ نفر می‌باشد. 

## منبع
- المقحفی، ابراهیم، احمد ، (مُعجَم المُدُن وَالقَبائِل الیَمَنِیَة) ، منشورات دار الحکمة، صنعاء، چاپ پنجم، وانتشار سال ۱۹۸۵ میلادی به (عربی).